# Alexa Leary
Alexa Leary, née le 18 août 2001 à Gold Coast en Australie, est une nageuse paralympique australienne, double championne paralympique. 
Elle remporte une médaille d'or et une médaille d'argent aux championnats du monde de para-natation 2023. Elle est double championne paralympique avec deux médailles d'or et une médaille d'argent aux Jeux paralympiques d'été de 2024 à Paris.

## Biographie

### Jeunesse et formation
Alexa Leary naît le 18 août 2001 à Gold Coast dans l'État du Queensland en Australie. Ses parents sont Russ et Belinda Leary. Elle a deux sœurs, Madison et Ashtyn, et deux frères, Max et Jack. Elle grandit à Gold Coast, puis à Yamba et à Noosa, où est installé son entraîneur de triathlon. Elle fréquente le Good Shepherd Lutheran College.

### Carrière en triathlon, hospitalisation
Alexa Leary remporte la médaille d'argent chez les femmes de moins de 18-19 ans lors de la grande finale mondiale de triathlon à Lausanne, en Suisse, avant son accident d'entraînement.
Le 17 juillet 2021, Alexa Leary est victime de lésions cérébrales qui changent sa vie à la suite d'un grave accident de cyclisme à Pomona, dans le Queensland. Alors qu'elle faisait de la bicyclette pour s'entraîner pour le triathlon, sa roue avant heurte la bicyclette qui la précède à 70 km/h. Elle atterrit sur la tête, ce qui provoque des lésions cérébrales importantes, des caillots sanguins et plusieurs fractures osseuses. Elle passe 111 jours à l'hôpital,. Pendant son hospitalisation, une campagne de collecte de fonds est organisée, appelée « moveforlex », et permet de récolter plus de 130 000 $ pour améliorer les soins au service de neurochirurgie du Royal Brisbane and Women's Hospital, en mettant l'accent sur l'équipement et le soutien familial.

### Carrière en natation handisport
Son entraînement de triathlon incorporait la natation. Après l'accident qu'elle a eu en 2021 à l'entraînement, elle se tourne vers la natation handisport et elle est classée nageuse S9. Aux championnats du monde de para-natation 2023 à Manchester, elle remporte une médaille d'or au 100 m nage libre féminin S9, ratant de peu le record du monde, et une médaille d'argent au 50 m nage libre féminin S9.
Elle est entraînée lors de cours particuliers par Jon Bell à St Hilda à Gold Coast, car elle a besoin d'un coaching personnalisé, régulier et attentif. Elle est sélectionnée pour concourir aux Jeux paralympiques d'été de 2024 à Paris, où elle remporte deux médailles d'or, individuellement au 100 m nage libre S9 en 59"53 ce qui améliore son propre record du monde, et au sein de l'équipe relais mixte 4x100 m quatre nages (34 points) ; elle remporte aussi une médaille d'argent en relais mixte 4 × 100 m nage libre.

## Reconnaissance
- 2023 - Prix de Swimming Australia 2023 - Découverte de l'année de l'Australian Institute of Sport (AIS)[10].
- 2023 - Australian Institute of Sport Performance Awards - Athlète émergente de l'année[11].